# Bree Runway
Brenda Wireko Mensah (Hackney, Londres, Inglaterra, 18 de noviembre de 1992), conocida profesionalmente como Bree Runway, es una cantante, compositora y rapera británica de ascendencia ghanesa. Firmó con EMI Records en 2018 y posteriormente lanzó su primer EP comercial Be Runway (2019), seguido de su mixtape debut, 2000and4Eva (2020), que generó el sencillo «ATM» con Missy Elliott. Runway ha ganado el premio a la Mejor Nueva Actuación Internacional en los BET Awards; y fue nominado para el premio Brit Award for Rising Star de 2022.

## Primeros años
Mensah nació el 18 de noviembre de 1992 en Hackney, donde se crio. Ella es de ascendencia ghanesa. Ella residía en una calle a la que se le dio el apodo de «Murder Mile» debido a las altas tasas de delincuencia y conflicto. Runway considera que su educación y sus experiencias deben tener «piel gruesa», resiliencia y «haberme inculcado una pelea», por lo que está agradecida. A la edad de 9 años, Runway experimentó acoso y colorismo, lo que provocó que se blanqueara la piel y tuviera una reacción química negativa al producto. Runway reconoce que esos momentos la moldearon como persona y como artista. Runway habló sobre el cambio positivo de actitud con respecto a su piel cuando fue a una universidad en el sur de Londres donde conoció a la modelo Leomie Anderson, quien animó a Runway a tomarse fotos y «hacerse cargo de nuestras situaciones».
En una entrevista, reveló que solo le interesaba la música en la escuela, pero que nunca pensó en sí misma como músico. Se matriculó en una asignatura de tecnología musical que le enseñó los conceptos básicos de la producción musical. Como resultado, Runway comenzó a hacer ritmos y hacer estilo libre con sus amigos. Runway comentó que compró un set de «estudio casero» con su primer cheque de pago, donde cantaba sobre ritmos de producción propia y escribía sus propias canciones. El material anterior, como RNWY 01, se grabó con su configuración de bricolaje y explicó que la autosuficiencia le enseñó qué sonido musical quería seguir. Runway reveló que la ex primera dama de los Estados Unidos, Michelle Obama, una vez visitó su escuela donde actuó para ella y le dijeron que siguiera con su carrera musical y que quería verla actuar en la Casa Blanca a lo que Runway respondió: «¡Invitame entonces!».

## Carrera

### 2015-2019: inicios de carrera yBe Runway
Bree Runway hizo su debut en solitario con los EP autoeditados titulados RNWY 01 y Bouji que se lanzaron en noviembre de 2015 y mayo de 2016 respectivamente. Runway lanzó comercialmente su sencillo debut «Butterfly» en noviembre de 2016. Se lanzó un video musical junto con la canción, que fue filmado en Dubái, por la modelo Leomie Anderson y dirigido por la propia Runway.
El 21 de septiembre de 2017, Bree Runway lanzó «What Do I Tell My Friends?» que debutó junto con un video musical. El video atraería una gran atención, siendo el primero en superar las cien mil visitas y elogios debido a su serio mensaje de explotación de las mujeres jóvenes en la industria de la moda. Bree Runway apareció en el sencillo «Word of Mouth» del dúo electrónico británico Metroplane, que se lanzó en febrero de 2018.
Bree Runway firmó con Virgin EMI Records en 2018.[cita requerida] En mayo de 2019, lanzó el sencillo «2ON» como su debut en un sello importante. La pista se incluiría más tarde en la lista de críticos de Paper de las 50 mejores canciones de 2019. La compañía de automóviles Toyota también usaría la pista en un anuncio para su campaña C-HR Leave Ordinary Behind. En julio de 2019, se lanzó el sencillo «Big Racks» con Brooke Candy. Bree Runway lanzó su EP debut en un sello importante, Be Runway, el 16 de agosto de 2019, que fue precedido por los sencillos «2ON» y «Big Racks» con Brooke Candy. Cinco días después se lanzó un video de la canción «All Night», convirtiéndolo en el tercer y último sencillo del EP.

### 2020-presente: 2000 y4 Eva
El 5 de marzo de 2020, Bree Runway lanzó el sencillo «Apeshit», que fue recibido con elogios de la crítica y generó comparaciones inmediatas con Missy Elliott, quien luego firmaría conjuntamente la pista en Twitter. Se incluyó una versión censurada de la canción titulada «Ain't It» en la banda sonora de FIFA 21 VOLTA Football. Durante abril de 2020, Bree Runway apareció en la portada del número 87 de la revista británica Notion. El 28 de abril de 2020, Runway anunció que su próximo sencillo se titularía «Damn Daniel» y sería una colaboración con el cantante y rapero estadounidense Yung Baby Tate. El sencillo fue lanzado el 30 de abril, junto con un video musical de «edición de cuarentena». La canción apareció en el programa Future Sounds de Annie Mac en BBC Radio 1 como el «Hottest Record in the World» el 30 de abril.
El 10 de julio de 2020, Bree Runway apareció en un remix del sencillo «XS» de Rina Sawayama. En julio de 2020, Bree Runway lanzó el sencillo «Gucci» con el rapero estadounidense Maliibu Miitch. También lanzó el sencillo «Little Nokia» en septiembre de 2020, que luego sería clasificado como la cuarta mejor canción de 2020 por Time.  En octubre de 2020, Bree Runway fue la estrella de portada de la edición de bricolaje de la revista británica Hunger. En octubre de 2020, Runway anunció el lanzamiento de su mixtape debut, 2000and4Eva, que se lanzó el 6 de noviembre de 2020 a través de Virgin EMI Records. El lanzamiento del mixtape fue precedido y apoyado por los sencillos; «Apeshit», «Damn Daniel», «Gucci», «Little Nokia» y «ATM». El 11 de enero de 2021 se lanzó un video musical para el quinto sencillo del mixtape, «ATM» con Missy Elliott. Una versión en solitario de la canción, subtitulada «Breemix», fue lanzada el 25 de enero de 2021.
El 28 de marzo de 2021, Bree Runway anunció el lanzamiento del sencillo «Hot Hot», que se lanzó el 31 de marzo de 2021. El 20 de mayo de 2021, se lanzó «Space Ghost Coast to Coast», una colaboración con la banda inglesa Glass Animals. A principios de septiembre de 2021, apareció en el remix de Jimmy Edgar de «Babylon» de Lady Gaga de su álbum de remixes Dawn of Chromatica, así como en el video musical de «Have Mercy» de Chlöe. En diciembre de 2021, Runway hizo su debut en una entrega de premios en los premios MOBO de 2021, donde interpretó «Hot Hot» y lanzó un teaser de un nuevo sencillo «Pressure».

## Arte
Bree Runway ha expresado su sonido como «mezcla de géneros» y «género fluido» con su material experimentando con una multitud de géneros, incluidos; pop, trap, dance, R&B, rock e hiperpop. A pesar de haber firmado con un sello importante, Runway reveló que ella está completamente a cargo de su proceso creativo. Runway explica que trata de estudiar géneros que no escucha a diario y cita que hay «inspiración en todas partes». Al hablar sobre el sonido de Runway, enfatiza su desaprobación con las etiquetas de género, rechaza las etiquetas de rapera o «sensación del R&B» y afirma que, si no fuera negra, no sería etiquetada como tal, mientras insiste en ser llamada una «estrella del pop».
Cita a Lil' Kim, Britney Spears, Madonna, Missy Elliott, Pharrell, Kelis y los Neptunes como sus mayores influencias.

## Premios y nominaciones
| Organización  | Año  | Categoría                          | Obra nominada | Resultado | Ref.   |
| ------------- | ---- | ---------------------------------- | ------------- | --------- | ------ |
| Premios MOBO  | 2020 | Vídeo del año                      | «Apeshit»     | Nominado  | [ 38 ] |
| BBC           | 2020 | Sonido de 2021                     | Ella misma    | Nominado  | [ 39 ] |
| Premios BET   | 2021 | Mejor acto nuevo internacional     | Ella misma    | Ganador   | [ 5 ]  |
| Premios Rated | 2021 | Mejor artista internacional nuevo  | Ella misma    | Nominado  | [ 40 ] |
| Premios MOBO  | 2021 | Artista femenina del año           | Ella misma    | Nominado  | [ 41 ] |
| Premios MOBO  | 2021 | Vídeo del año                      | «Hot Hot»     | Nominado  | [ 41 ] |
| Premios Brit  | 2022 | Rising Star                        | Ella misma    | Nominado  | [ 42 ] |
| Premios NME   | 2022 | Mejor acto nuevo del mundo         | Ella misma    | Nominado  | [ 43 ] |
| Premios NME   | 2022 | Mejor acto nuevo en el Reino Unido | Ella misma    | Nominado  | [ 43 ] |